# Morganit
Morganit är en rosa variant av beryll. Den rosa färgen på morganit tillskrivs Mn2+-joner. Morganit är pleokroisk; när den ses längs sin kristallografiska axel är färgen mer rosa. Morganit bryts i Brasilien, Afghanistan, Madagaskar, Moçambique, Namibia och USA.
Morganit är också känd som rosa beryll, rosa smaragd och "cesisk (eller caesisk) beryll".
Morganit förekommer oftast som korta eller tjocka prismor. Morganit är en dikroitisk ädelsten. Det första fyndet av morganit gjordes på Madagaskar. Från början kallades denna ädelsten för rosa beryll, alternativt något av de äldre namnen rosterit, vorobievit eller worobieffit. De länder där de flesta fyndorterna för morganit finns är Brasilien, Madagaskar, Moçambique, Pakistan och USA.

## Namnet
Stenen har fått sitt namn från den amerikanske bankiren och ädelstensentusiasten J.P. Morgan, Jr..

## Popularitet
Morganit har vuxit i popularitet sedan 2010. Tidskriften Brides och CNN har till och med listat det som ett bra alternativ till diamant.

## Egenskaper
I jämförelse med smaragd saknar morganit inklusioner och frakturer, vilket gör den mer hållbar än smaragd.

## Historia
Rosa beryll av fin färg och bra storlek upptäcktes först på en ö utanför Madagaskars kust 1910. Det var också känt, tillsammans med andra ädelstensmineraler, såsom turmalin och kunzit, i Pala, Kalifornien. I december 1910 döpte New York Academy of Sciences den rosa varianten av beryll till "morganite" efter finansmannen J. P. Morgan.
Den 7 oktober 1989 hittades ett av de största morganitexemplaren av ädelsten som någonsin upptäckts, så småningom kallat "The Rose of Maine", vid Bennett Quarry i Buckfield, Maine, USA.

## Popularitet och värde
Före 2011 var morganit okänd i många smyckesbutiker, men har senare ökat i popularitet.
Enligt en undersökning från 2017 är morganit den näst mest populära icke-diamanten, efter safir. En enda karat morganit kan kosta cirka 300 dollar.
Morganit är en av de sällsynta medlemmarna i beryllfamiljen, näst efter bixbit. På grund av bristen på morganiter, särskilt de av hög kvalitet, tenderar de att vara bland de dyraste per karat. De som är djupt rosa till färgen tenderar att vara de mest värdefulla.

## Galleri

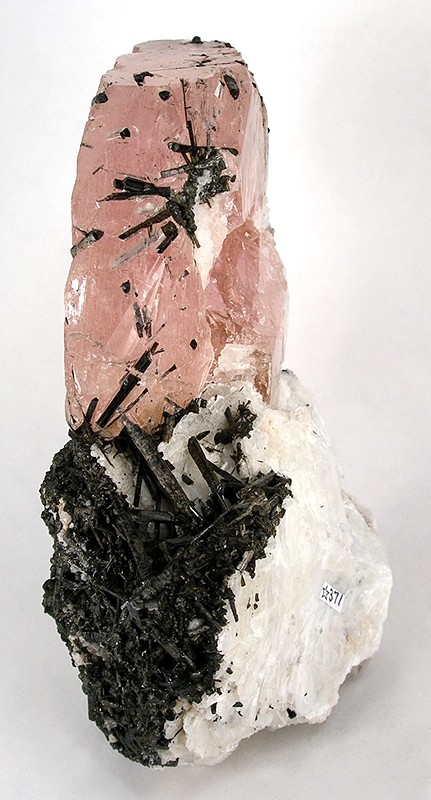
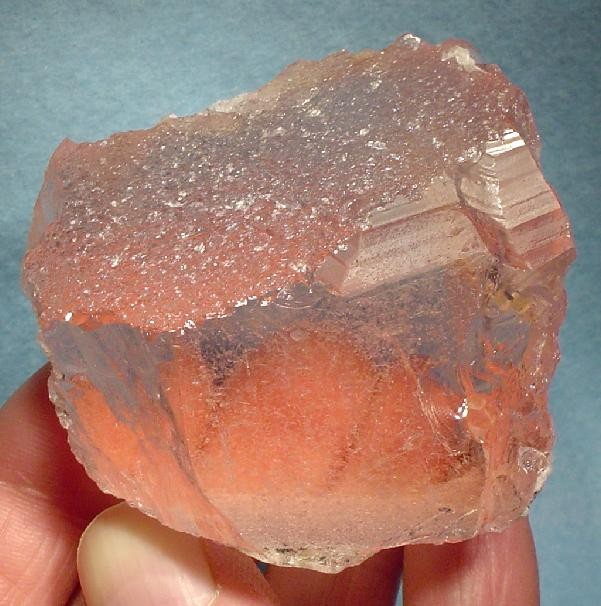
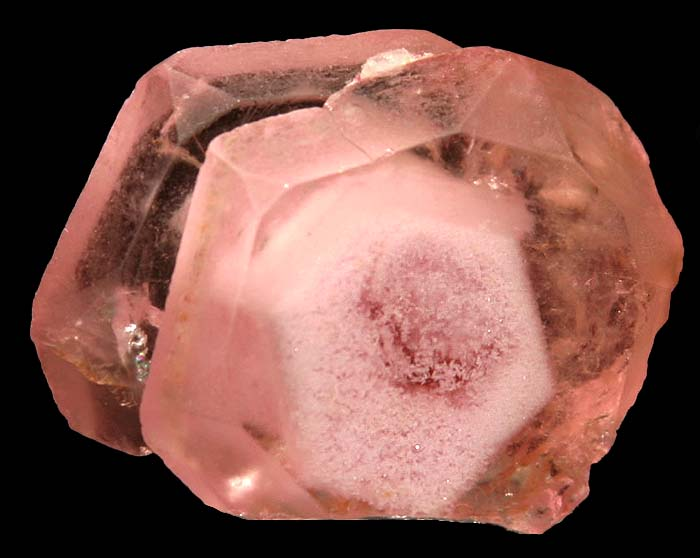
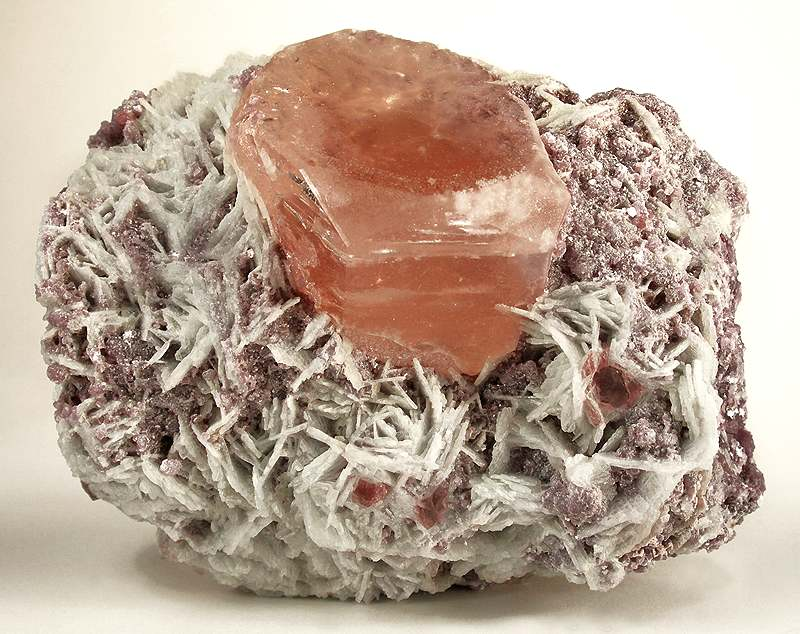
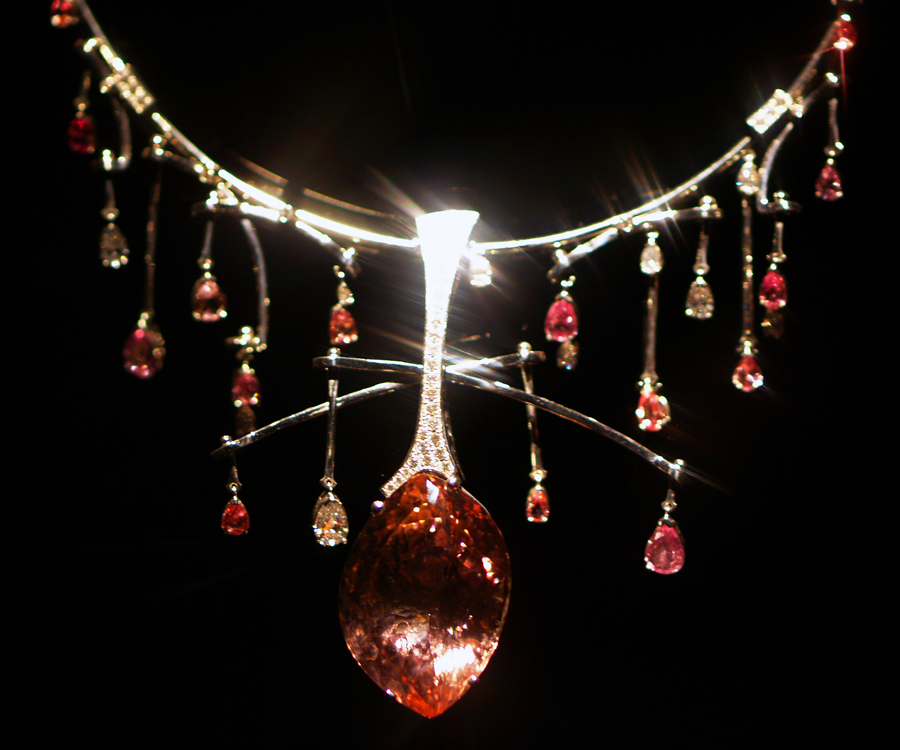
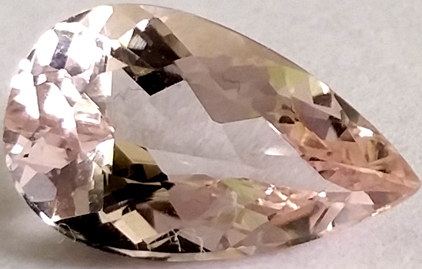
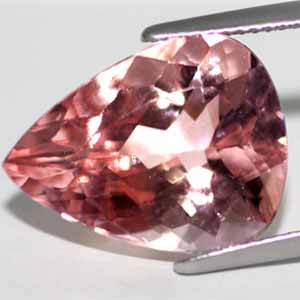